# .tp
.tp e избран да бъде интернет домейн от първо ниво за Източен Тимор, но впоследствие е изместен от .tl. Администрира се от Timor-Leste NIC. Представен е през 1997.